# Rudolf Dreikurs
Rudolf Dreikurs (* Viena, 8 de febrero de 1897 - Chicago, 25 de mayo de 1972) fue un psiquiatra y educador austriaco. Desarrolló la psicología individual de Alfred Adler, a partir de la cual elaboró un método pragmático orientado a la comprensión de los propósitos del comportamiento reprensible en niños y a la estimulación de la conducta cooperativa sin hacer uso de castigos ni recompensas.
Sugirió que la malas conductas humanas son el resultado de un sentimiento de carencia respecto a la pertenencia al propio grupo social. Cuando esto ocurre el niño actúa desde una de las siguientes “metas erróneas”: poder, atención, venganza o evitación (insuficiencia).
La principal teoría de Dreikurs tiene que ver con la mala conducta de los preadolescentes. Argumentó que estos muchachos actuarán, principalmente, en función de las cuatro “metas erróneas”. El motivo esencial que explicaría la mala conducta sería el deseo de atención. Si los niños no reciben la suficiente atención expresan este deseo a través de su comportamiento (bueno o malo, p. e., esforzándose con los deberes o mostrando una rabieta) y se motivan hacia la búsqueda de poder (p. e. negándose a terminar los deberes). Si su lucha para lograr poder resulta fallida, intentan obtener venganza. Si la venganza tampoco obtiene una respuesta adecuada, comienzan a sentirse incapaces, menos válidos.
Los libros de Dreikurs enumeran muchos maneras de combatir estas conductas. Su objetivo global era que los estudiantes pudieran aprender a cooperar razonablemente sin ser penalizados o premiados, porque así, según él, sentirían que su contribución es valiosa para el grupo.

## Obras
- A Parent's Guide to Child Discipline, Rudolf Dreikurs y Loren Grey
- The Challenge of Marriage
- The Challenge of Parenthood
- Children: The Challenge by Rudolf Dreikurs, Vicki Soltz   ISBN 978-0-470-83508-1
- Coping With Children's Misbehavior, a Parent's Guide
- Discipline Without Tears by Rudolf Dreikurs, et al. ISBN 978-0-452-26898-2
- Encouraging Children to Learn by Rudolf Dreikurs, Don, Sr. Dinkmeyer
- Family council: the Dreikurs technique for putting an end to war between parents and children (and between children and children)
- Fundamentals of Adlerian Psychology
- Maintaining Sanity in the Classroom: Classroom Management Techniques by Rudolf Dreikurs, et al.
- New Approach to Discipline: Logical Consequences
- Psychology in the Classroom: A Manual for Teachers
- Social Equality the Challenge of Today

- Datos: Q214316